# Integrative Therapie
Die Integrative Therapie ist ein Psychotherapieverfahren, das von Hilarion G. Petzold, Johanna Sieper und Mitarbeitern seit den 1960er-Jahren entwickelt wurde. In ihr sind unterschiedliche methodische Ansätze, wie Psychodrama, die Gestalttherapie, die aktive Psychoanalyse nach dem ungarischen Psychoanalytiker Sándor Ferenczi sowie Ansätze der Verhaltenstherapie, der Körpertherapie, Neuropsychologie und Neuromotorik von Alexander Lurija und Nikolai Bernstein integriert. Die wichtigsten Philosophen, die die Entwicklung der Integrativen Therapie beeinflussten, sind Maurice Merleau-Ponty, Gabriel Marcel, Paul Ricœur, Michel Foucault und Hermann Schmitz.
Die Integrative Bewegungstherapie ist als eigenständiges Körperpsychotherapieverfahren Teil der integrativen Therapie. 

## Österreich
Die Integrative Therapie ist in Österreich als Psychotherapieverfahren nach dem Psychotherapiegesetz BGBl. Nr. 361/1990 anerkannt und wird an der Donau-Universität Krems, beim Österreichischen Arbeitskreis für Gruppentherapie und Gruppendynamik (ÖAGG) und von der Österreichischen Gesellschaft für Integrative Therapie (ÖGIT) gelehrt.

## Deutschland
In Deutschland können nur tiefenpsychologische, analytische, verhaltenstherapeutische und systemische Therapie-Verfahren als Psychotherapie gemäß der Psychotherapie-Richtlinie mit der gesetzlichen Krankenversicherung abgerechnet werden, nicht aber die Integrative Therapie. Seit 2016 sind auch in der Suchttherapie nur noch die o. g. Verfahren erstattungsfähig.